# 김민덕 (1983년)
김민덕(한국 한자: 姜慶默, 1983년 9월 6일 ~ )은 대한민국의 전 축구 선수이며, 포지션은 미드필더였다.